# 飯島浩樹
飯島 浩樹（いいじま ひろき、1965年4月10日-）は、シドニー在住のジャーナリスト、作家、TBSシドニー通信員。

## 来歴
山梨県笛吹市出身。青山学院大学在学中に米国ロサンゼルスに留学し、ロサンゼルス・シティー・カレッジ（LACC）放送学科で単位取得。
帰国後、東京の日本ケーブルテレビジョン（JCTV）入社。テレビ朝日のニュース番組などのディレクターとして番組制作に携わる。
1993年、豪ウーロンゴン大学大学院に留学。その後、オーストラリア人女性と結婚し、オーストラリアの永住権を取得。シドニーの地元テレビ局（豪公営SBSテレビ）で日本語教育番組などを制作。
1999年、東京放送（TBS）のシドニー五輪支局の代表になり、支局閉局後、TBSのシドニー通信員として特派員業務を行う。
2017年8月、日本人初のオーストラリア・南太平洋外国人記者協会（FCA）会長就任。同年12月、自作曲「奇跡の島」CDリリース。
シドニーで故郷「やまなし県人会」を結成、やまなし大使を拝命。著作を通じた沖縄との関わりから沖縄県産業振興公社オーストラリア委託駐在員に就任した。
2020年3月、日・豪・中３カ国合作の自然環境ドキュメンタリー映画「セーブ・ザ・リーフ〜行動する時〜SAVE The Reef～Act Now!～」を日本側プロデューサーとして制作。
（2020メルボルン国際ドキュメンタリー映画祭公式上映作品。2021年東京ドキュメンタリー映画祭in Osaka観客賞受賞。2022年 第14回沖縄国際映画祭特別上映。日本上映中）
2022年6月、沖縄国際大学産業総合研究所 特別研究員に就任。

## 著書
著書および訳書は合計3冊ある。
2019年5月、小説『奇跡の島 ～木曜島物語～』（沖縄教販）を出版。
2021年8月、『豪州へ渡ったウチナーンチュ』（沖縄教販）を翻訳。2022年7月、『躍進する未来国家豪州 停滞する勤勉国家日本 ～2032年の世界の中心 オーストラリアに学べ』（いろは出版）を出版。

## ディスコグラフィー
2017年12月、自身で作詞作曲を手がけた「奇跡の島」でCDデビュー